# Kinkerbuurt
Die Kinkerbuurt (deutsch Kinkerviertel) ist ein Stadtteil im Stadtbezirk Amsterdam-West (Provinz Nordholland) und hatte 2022 6.645 Einwohner.

## Geschichte
Der Stadtteil Kinkerbuurt wurde Anfang 1900 angelegt und in den 1970er Jahren modernisiert, alte Häuser wurden abgebrochen und Neubauten entstanden. Begrenzt wird das Viertel durch die Bilderdijkkade, Kinkerstraat, Tweede Kostverlorenkade und Jacob van Lennep-Kade. Eine „Oase“ in dem Verkehrsreichen und dichtbevölkerten Viertel ist der Platz Nicolaas Beets-Plantsoen. Mit rund 230 Geschäften hat die Kinkerbuurt ein großes Angebot für die Bewohner und einen Tagesmarkt: Ten Katemarkt. 1912 kam der erst offizielle Tagesmarkt (dagmarkt) in der Ten Katestraat. Der multikulturelle Markt ist montags bis samstags geöffnet. Wo heute die Ten Katestraat liegt, war früher die Stadtgrenze von Amsterdam.

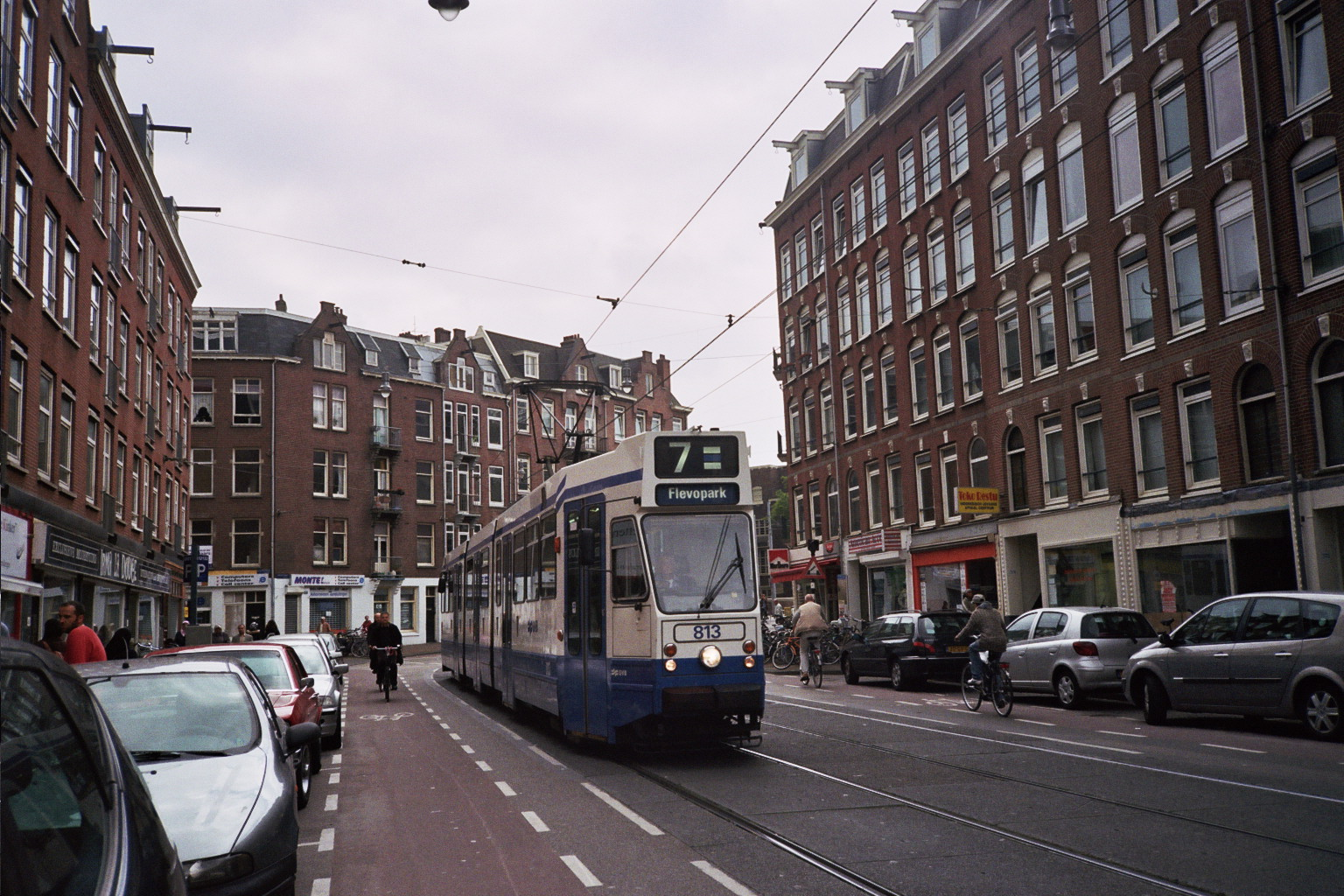
Straßenbahn 7 in der Kinkerstraat

Die andere Seite wurde begrenzt durch die Gemeinde Nieuwe Amstel (heute: Amstelveen). 1896 kam das westliche Gebiet von der Ten Katestraat zur Gemeinde Amsterdam.
Eine Grundschule, eine öffentliche Bibliothek und ein Altersheim befinden sich in dem Viertel. Die Hauptverkehrsader und größte Einkaufsstraße ist die Kinkerstraat, genannt nach dem niederländischen Dichter und Philosophen Johannes Kinker (1764–1845). Die Kinkerbuurt ist vom Amsterdamer Hauptbahnhof zu erreichen mit den Straßenbahnen (Tramlijn) Nr. 7 und 17.

## Trivia

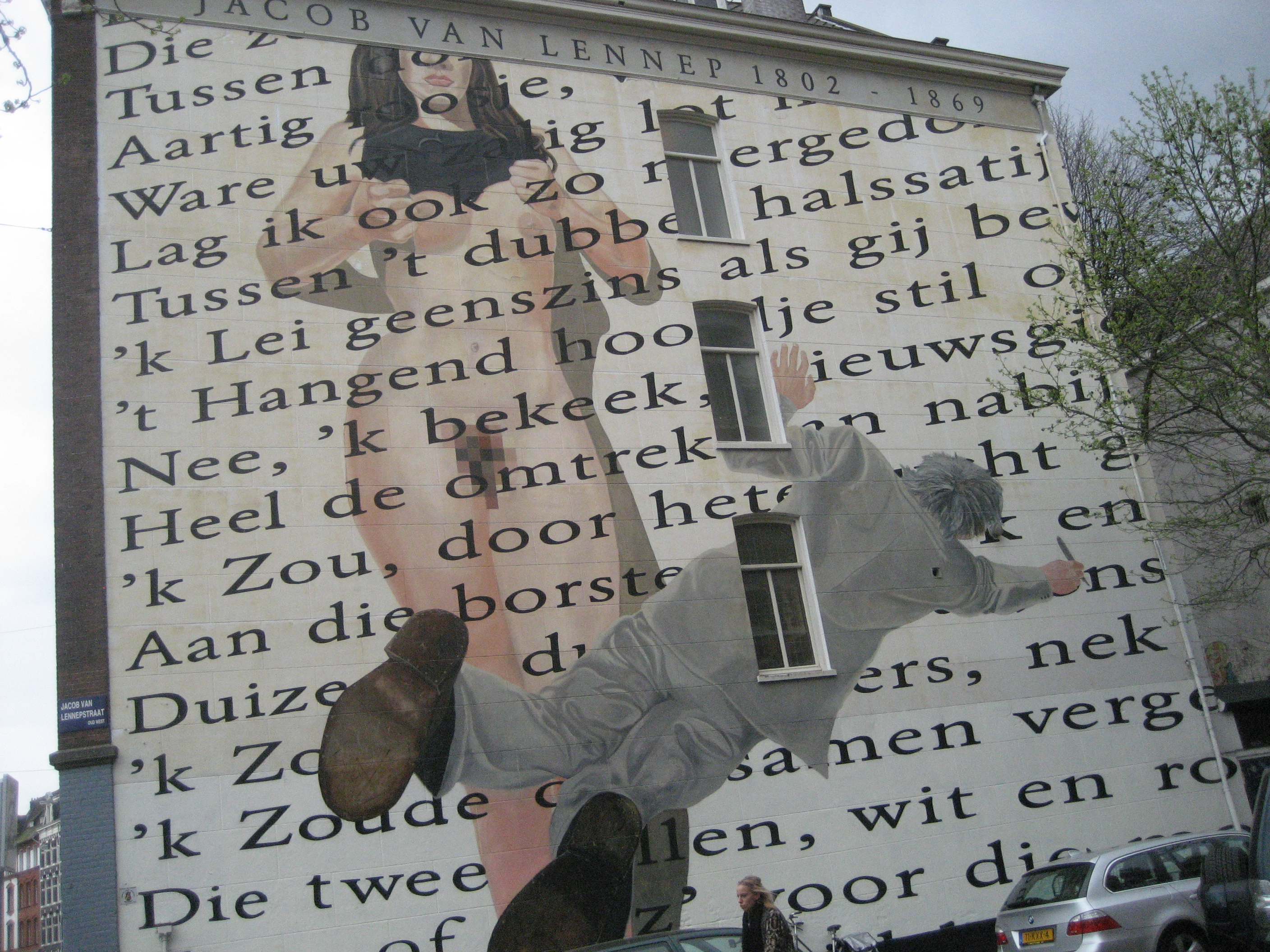
Mauergedicht von Jacob van Lennep in der Kinkerbuurt

Der mittlerweile legendäre niederländische Fußballer Johan Cruyff hatte Ende der 1960er Jahre ein Schuhgeschäft in der Kinkerstraat.